# 翼みさき
翼 みさき（つばさ みさき、1994年7月17日 - ）は、日本の元AV女優。クローネ所属。

## 略歴・人物
神奈川県出身。2014年11月、プレステージ専属女優としてAVデビュー。
趣味・特技は、買い物・ピアノ・フルート。

## 出演作品

### アダルトDVD
2014年
- エスカレートするドしろーと娘 253（11月1日、プレステージ）
- 新・絶対的美少女、お貸しします。 ACT.31（12月11日、プレステージ）

2015年
- 女子マネージャーは、僕達の性処理ペット。 003（1月10日、プレステージ）
- 連続イキっぱなし おにイカせ。（2月11日、プレステージ）
- 一泊二日、美少女完全予約制。 第二章 〜翼みさきの場合〜（3月11日、プレステージ）
- 天然成分由来 翼みさき汁120%（4月10日、プレステージ）
- クラスの中心的存在で可愛いけど性格最悪な女子。日常的に陰湿ないじめを受けていた僕だけど…思いもよらない事から立場が逆転!? いじめのターゲットになった彼女をラッキーな事に…（5月2日、DOC）他出演:咲月りこ、真野ゆりあ[要出典]
- 慣れない仕事に追われる新人OLは気遣いで疲れているのか移動の電車で痴漢されても拒まず受け入れてしまい…（5月13日、DOC）他出演:黒瀬萌衣 ほか[要出典]
- 超ガン見フェラ 3 〜見つめ合いながらお口でされる搾汁(さくじゅう)行為〜（7月17日、SEX Agent）他出演:北川エリカ、千乃あずみ、保坂えり、西条沙羅、葉山美空、黒瀬萌衣、三浦春佳
- 過激すぎるド素人娘 4時間スペシャル 27（8月14日、S級素人）他出演:折原ほのか、七瀬みなみ、栞菜まなみ、桃原茜[要出典]
- じゅるばぷぁっぶごぼごぉぼぐっぼぐっばぷっ フェラ音 3（8月21日、SEX Agent）他出演:蓮実クレア、なつめ愛莉、絢森いちか、なごみ、藤本紫媛、宇野ゆかり、東城華菜
- オレの抱き枕になってくれないか(キリッ)（8月28日、バルタン）
- シ十物語 〜AV女優に逢いたくて〜（9月1日、バルタン）他出演:なごみ、なつめ愛莉、三上里穂、西山樹、海野空詩、七瀬ひとみ、愛原れの、藤本紫媛、東城華菜
- 脱ぎたてパンティにくるんでもらう、ぬくもり手コキ 2 もっともマ○コに近かった存在がチ○コを優しく包み込む（9月18日、SEX Agent）他出演:青山未来、水沢みゆ、葉山美空、なつめ愛莉、華原恵里奈、さちのうた、宇野ゆかり
- ブルマ尻コキ女子校生 5 汗と太陽と教室の追憶、青春の輝きにチ○ポを擦りつけ大興奮する悦び（9月18日、SEX Agent）他出演:なごみ、絢森いちか、牧村ひな、若菜かなえ、夕城芹、陽木かれん、鳴月らん
- 親にも学校にも言えない、女子校生放課後限定バイト 6（10月9日、S級素人）他出演:並木杏梨、青山未来、永野るみ、花月ひな[要出典]

## テレビ出演
- ケンコバのバコバコテレビ #71 - （サンテレビ）